# Albano Bufalini
Albano Bufalini (Foligno, 15 luglio 1939) è un attore, cabarettista e mimo italiano.

## Biografia
Attore caratterista, la sua gavetta artistica ha inizio nella città di Perugia negli anni sessanta dove ha modo di mostrare la sua vena artistica come attore teatrale in una compagnia di mimi; inoltre ha avuto modo di rappresentare i suoi spettacoli anche in tournée all'estero in varie nazioni.
Al cinema approda negli anni ottanta interpretando lo stereotipo del "personaggio-macchietta" del tipico uomo tarchiato che parla con un forte accento umbro.

## Filmografia
- Yuppies - I giovani di successo, regia di Carlo Vanzina (1986)
- Il commissario Lo Gatto, regia di Dino Risi (1986)
- Montecarlo Gran Casinò, regia di Carlo Vanzina (1987)
- Noi uomini duri, regia di Maurizio Ponzi (1987)
- Animali metropolitani, regia di Steno (1987)
- I giorni randagi, regia di Filippo Ottoni (1988)
- Fantozzi va in pensione, regia di Neri Parenti (1988)
- Le finte bionde, regia di Carlo Vanzina (1989)
- Fiori di zucca, regia di Stefano Pomilia (1989)
- Tolgo il disturbo, regia di Dino Risi (1990)
- Madre padrona, regia di Stefano Pomilia (1991)
- Grazie al cielo c'è Totò, regia di Stefano Pomilia (1991)
- Club vacanze, regia di Alfonso Brescia (1995)
- Gallo cedrone, regia di Carlo Verdone (1998)
- Il cielo in una stanza, regia di Carlo Vanzina (1999)
- Amici Ahrarara, regia di Franco Amurri (2001)
- Ma che colpa abbiamo noi, regia di Carlo Verdone (2002)
- Ai confini del cielo, regia di Leandro Castellani (2004)
- Il ritorno del Monnezza, regia di Carlo Vanzina (2005)

### Televisione
- Big Man – serie TV, episodio 1x02 (1988)
- Aquile – serie TV (1989)
- Un cane sciolto, regia di Giorgio Capitani (1990)
- Il maresciallo Rocca – serie TV, episodio 1x01 (1996)
- Un prete tra noi – serie TV, 1ª stagione (1997)
- Non lasciamoci più – serie TV, episodio 1x04 (1999)
- Carabinieri – serie TV, episodio 1x21 (2002)
- Il veterinario, regia di José María Sánchez (2005)
- De Gasperi - L'uomo della speranza, regia di Liliana Cavani (2005)
- Don Matteo – serie TV, episodio 5x16 (2006)
- Piper, regia di Francesco Vicario – miniserie TV (2007)
- La mia casa è piena di specchi, regia di Vittorio Sindoni – miniserie TV (2010)
- Al di là del lago – serie TV (2010)